# 川合豊彦
川合 豊彦（かわい とよひこ、1964年〈昭和39年〉11月28日 - ）は、日本の農林水産技官。

## 来歴
1964年（昭和39年）11月28日、大分県竹田市に出生。その後、父の転勤によって愛知県名古屋市に転居。名古屋市立桜台高等学校を経て、名古屋大学農学部農学科農学専攻を卒業。1989年（平成元年）3月、名古屋大学大学院農学研究科を修了。国家公務員試験I種・農学に合格し、同年4月、農林水産省に入省。食糧庁検査課に配属。その後、農林水産技術会議事務局産学連携室長、香川県農林水産部次長、生産局園芸作物課花き産業・施設園芸振興室長、同農産部穀物課長、農林水産技術会議事務局研究調整課長、生産局総務課長、農林水産技術会議事務局研究総務官、農林水産省大臣官房審議官（技術・環境）などを歴任。農林水産省の政策に係る研究開発や産業化の支援に携わり、日本が中心となって進めてきたイネゲノム完全解読を、2001年にスイスの民間企業が解読終了を宣言するとの連絡があった際には、当時担当補佐だった川合が対応にあたり、国際会議において「解読精度に大きな差がある」と指摘し、「日本中心の計画を加速化すべき」と発信した。
2022年（令和4年）6月28日、農林水産省大臣官房技術総括審議官兼農林水産技術会議事務局長に就任。
2024年（令和6年）7月5日、農林水産省を退職。

## 年譜
- 1989年（平成元年）
  - 3月 - 名古屋大学大学院農学研究科修了[1]
  - 4月 - 農林水産省入省[1]
- 2003年（平成15年）4月 - 農林水産大臣官房企画評価課企画官[9]
- 2006年（平成18年）8月 - 農林水産大臣官房環境政策課課長補佐[9]
- 2007年（平成19年）8月 - 農林水産大臣官房環境バイオマス政策課課長補佐[9]
- 2009年（平成21年）7月 - 農林水産技術会議事務局産学連携室長[9]
- 2010年（平成22年）12月 - 香川県農林水産部次長[4]
- 2013年（平成25年）4月 - 生産局園芸作物課花き産業・施設園芸振興室長[1][4]
- 2015年（平成27年）
  - 1月 - 生産局農産部穀物課長[1]
  - 10月 - 生産局農産部穀物課長兼政策統括官付[1]
- 2017年（平成29年）7月 - 農林水産技術会議事務局研究調整課長[1]
- 2019年（令和元年）7月 - 生産局総務課長[1]
- 2020年（令和2年）8月 - 農林水産技術会議事務局研究総務官[1]
- 2021年（令和3年）7月 - 農林水産省大臣官房審議官（技術・環境）[1]
- 2022年（令和4年）6月 - 農林水産省大臣官房技術総括審議官兼農林水産技術会議事務局長[5][6]
- 2024年（令和6年）7月 - 農林水産省退職[7][8]